# ハッピーグリン
ハッピーグリン（英:Happy Grin）は、日本の競走馬である。地方競馬のホッカイドウ競馬に所属しながら中央競馬や日本国外のレースに挑戦を続けていたことから、「コスモバルクの再来」と呼ばれた。
馬名の意味は「うれしそうな笑い」。

## デビュー前

### 誕生（2015年）
2015年のセレクトセール当歳セッションで800万円で取引される。この取引価格は売却184頭中181番目という低価格だった。後に吉田照哉は「育成時から良い馬だった」と語っている。

## 経歴

### 2歳（2017年）
デビュー前の馴致での印象を当時の担当厩務員の工藤将馬氏は｢走っている時に地面を感じさせない。全身がバネの様。｣と表現しており、当時から芝適性があったことを明かしている。能力試験ではゲートを出た後に逸走してかなりの距離をロスするも、ゴール後50mまでに2着馬までを一気に抜き去り、素質を見せる。5月18日、ダート1200mのJRA認定フレッシュチャレンジ競走で阪野学騎手を鞍上にデビューし、単勝2.3倍の1番人気に支持され、勝利を飾った。この新馬戦では後にコスモス賞2着となるミスマンマミーア、東京2歳優駿牝馬を制するグラヴィオーラといった相手を下している。続く2戦目のウィナーズチャレンジでは北海道スプリントカップのショコラブランに騎乗するために門別に参戦していた戸崎圭太騎手を起用しヤマノファイトの2着。続く栄冠賞では金沢の吉原寛人騎手を起用しサザンヴィグラスの2着となり、4戦目となるターフチャレンジ競走では服部茂史騎手を迎え勝利、JRAコスモス賞への出走権を得る。そのコスモス賞では3着。続くすずらん賞でも3着という成績だった。その後腰の不安が見られ年内はダートに専念するものの、サンライズカップではヤマノファイトに再び敗れ2着。続いて北海道2歳優駿ではドンフォルティスに次ぐ2番人気に支持されるものの6着、全日本2歳優駿ではルヴァンスレーヴが優勝し、その後続の9着と今いち振るわなかった。

### 3歳（2018年）
他の有力馬が南関東や中央に移籍する中、3歳となっても道営に留まり、異例とも言える道営在籍のままの中央挑戦することとなった。年明け緒戦のセントポーリア賞では大野拓弥騎手を起用し、上がり3ハロン33.3秒の脚を繰り出し優勝。東京競馬場での地方馬の勝利は実に10年ぶりのことで、「コスモバルクの再来」と大きく話題になった。続いて皐月賞トライアルのスプリングステークスに出走。好位抜け出すも、馬場の悪いところを走り8着。ダービートライアルのプリンシパルステークスでは最後方から進めるも届かず0.3秒差の4着と、あと一歩のところでクラシック挑戦は叶わなかった。一息入れて、初めて古馬を相手にする巴賞では服部茂史に手綱が戻り、負担重量52kgでの出走になったが優勝したナイトオブナイツとタイム差無しの3着。その後STV賞(1000万下)では鞍上にクリストフ・ルメールを起用し、1番人気で優勝。1つ前に施行されたコスモス賞ではナイママが勝っており、地方馬が同じ日のJRAのレースを連勝するのは初であり、1日2勝も12年ぶりであった。次週、フジテレビ「みんなのKEIBA」で佐野瑞樹アナが会いに門別競馬場へ行くという特集が放送された。続いて盛岡・OROカップでは服部茂史に手綱が戻り、2018年のマイラーズカップ4着の実績があるガリバルディらを下し連勝。その後マイルチャンピオンシップの出走権を目指し、出走した富士ステークスでは鞍上に内田博幸を迎え11着と敗れる。この後キャピタルステークスと第38回ジャパンカップに登録したが、フルゲートに満たないため出走権を得たジャパンカップを選択。陣営も「10着以内に入れれば」という思いだったようだが、最低人気も従来のレコードに迫る2分22秒2の好タイムで7着となった。その後有馬記念（第63回有馬記念）に登録するも、補欠一番手で出走は叶わなかった。しかし、年間を通じての活躍が評価され、NARグランプリ最優秀ターフ馬に選出された。

### 4歳（2019年）〜6歳(2021年)
馬主の会田は前年のジャパンカップ直前に中央競馬の資格を得るも、「地方競馬を盛り上げるため」と引き続き道営在籍のまま中央挑戦を選択。しかし、古馬になるとJRA認定の効力が切れるためレースの選択肢が著しく制限される事になった。年明け緒戦の中山記念では鞍上にフィリップ・ミナリクを起用するもGI馬5頭が出走したこともあり、8着に敗れる。続く日経賞では4着、陣営はここで改めて中長距離適性があると考え、次走としてJRAのレースで6月の宝塚記念まで地方所属馬が出走出来る1800m以上の芝レースが無いことから、香港のクイーンエリザベス2世カップ及びチャンピオンズマイルに登録したものの、選定外となった。同じころNARが海外遠征に500万円の助成金を出す事が発表されたため、会田は海外に活路を求め、香港チャンピオンズ&チャターカップに遠征。大外枠やレース前日から降り続く雨の影響で馬場が合わず、8着に敗れた。この遠征ではクラウドファンディングで支援を募った事が話題となり、現地紙にも大きく取り上げられた。帰国緒戦の札幌日経オープンでは、最後方から追い上げるもカフジプリンスにタイム差無しの2着。その後ホッカイドウ競馬の場外馬券売場であるAiba札幌駅前併設のカフェ&バー「スタンピーズ」で行われた香港遠征報告会イベントで陣営から2年ぶりに地元の門別競馬場の旭岳賞に出走する事を発表。2歳時に南関東トップのヤマノファイトらと互角に戦っていたことから2番人気に支持されるが、6着に敗れた。続く毎日王冠ではGI馬5頭の後塵を拝し8着に敗れ、この後地方所属のままでは、2019年はジャパンカップと有馬記念しか出走できるレースがなく、それもフルゲートとなれば出走ができないことから、JRA栗東トレーニングセンターの長谷川浩大厩舎に転厩することが発表された。この後、アルゼンチン共和国杯では9着、チャレンジカップでは4着に敗れ4歳シーズンを終えた。
2020年に入ってからは二桁着順が続き、2021年4月9日付けでJRAの競走馬登録を抹消、岩手競馬へ移籍することになった。
岩手移籍初戦の皐月特別は3着と好走したが、かきつばた賞では11着に沈んだ。その後、故障を発症したため現役を引退することになった。引退後はホーストラスト北海道で余生を送る。

## 競走成績
以下の内容は、netkeiba.comおよびJBISサーチの情報に基づく。
| 競走日     | 競馬場 | 競走名                   | 格       | 距離（馬場）  | 頭 数 | 枠 番 | 馬 番 | オッズ （人気） | 着順 | タイム （上がり3F） | 着差  | 騎手       | 斤量 [kg] | 1着馬（2着馬）         | 馬体重 [kg] |
| ---------- | ------ | ------------------------ | -------- | ------------- | ----- | ----- | ----- | --------------- | ---- | ------------------- | ----- | ---------- | --------- | ---------------------- | ----------- |
| 2017.05.18 | 門別   | フレッシュチャレンジ     | 新馬     | ダ1200m（良） | 8     | 7     | 7     | 002.30（1人）   | 01着 | R1:15.2（38.4）     | -0.6  | 阪野学     | 54        | （ダディダ）           | 450         |
| 0000.06.08 | 門別   | ウィナーズチャレンジ     | OP       | ダ1200m（不） | 7     | 3     | 3     | 002.80（2人）   | 02着 | R1:12.5（37.3）     | -0.1  | 戸崎圭太   | 54        | ヤマノファイト         | 450         |
| 0000.06.29 | 門別   | 栄冠賞                   | H2       | ダ1200m（良） | 13    | 7     | 11    | 003.10（1人）   | 02着 | R1:15.2（39.1）     | -0.1  | 吉原寛人   | 54        | サザンヴィグラス       | 454         |
| 0000.07.25 | 門別   | ターフチャレンジ1        | OP       | ダ1700m（良） | 6     | 4     | 4     | 001.60（1人）   | 01着 | R1:55.0（38.2）     | -0.5  | 服部茂史   | 54        | （ディーエスソアラー） | 448         |
| 0000.08.12 | 札幌   | コスモス賞               | OP       | 芝1800m（重） | 11    | 6     | 7     | 011.30（4人）   | 03着 | R1:51.5（36.1）     | -0.2  | 服部茂史   | 54        | ステルヴィオ           | 446         |
| 0000.09.03 | 札幌   | すずらん賞               | OP       | 芝1200m（良） | 15    | 3     | 4     | 004.50（2人）   | 03着 | R1:11.5（36.7）     | -0.7  | 服部茂史   | 54        | リュウノユキナ         | 450         |
| 0000.10.15 | 門別   | サンライズC              | H2       | ダ1700m（良） | 9     | 8     | 8     | 003.20（2人）   | 02着 | R1:51.5（42.0）     | -0.1  | 服部茂史   | 55        | ヤマノファイト         | 460         |
| 0000.11.19 | 門別   | 北海道2歳優駿            | JpnIII   | ダ1800m（重） | 9     | 4     | 4     | 005.10（2人）   | 06着 | R1:57.7（40.2）     | -2.2  | 服部茂史   | 55        | ドンフォルティス       | 460         |
| 0000.12.13 | 川崎   | 全日本2歳優駿            | JpnI     | ダ1600m（重） | 13    | 3     | 4     | 316.6（11人）   | 09着 | R1:43.5（40.5）     | -1.9  | 服部茂史   | 55        | ルヴァンスレーヴ       | 468         |
| 2018.01.28 | 東京   | セントポーリア賞         | 500万下  | 芝1800m（良） | 12    | 4     | 4     | 010.10（5人）   | 01着 | R1:49.8（33.3）     | -0.2  | 大野拓弥   | 56        | （リビーリング）       | 462         |
| 0000.03.18 | 中山   | スプリングS              | GII      | 芝1800m（良） | 13    | 5     | 6     | 010.90（5人）   | 08着 | R1:48.9（35.1）     | -0.8  | 大野拓弥   | 56        | ステルヴィオ           | 458         |
| 0000.05.05 | 東京   | プリンシパルS            | OP       | 芝1600m（良） | 14    | 5     | 8     | 006.70（4人）   | 04着 | R1:58.5（34.1）     | -0.3  | 大野拓弥   | 56        | コズミックフォース     | 454         |
| 0000.07.01 | 函館   | 巴賞                     | OP       | 芝1800m（重） | 11    | 8     | 10    | 008.10（6人）   | 03着 | R1:49.9（34.8）     | -0.0  | 服部茂史   | 52        | ナイトオブナイツ       | 454         |
| 0000.08.11 | 札幌   | STV賞                    | 1000万下 | 芝1500m（稍） | 13    | 8     | 13    | 001.5R（1人）   | 01着 | R1:29.3（34.6）     | -0.4  | C.ルメール | 54        | （ユアスイスイ）       | 456         |
| 0000.09.23 | 盛岡   | 岩手県知事杯OROC         | M1       | 芝1700m（稍） | 14    | 8     | 13    | 001.40（1人）   | 01着 | R1:44.7（37.2）     | -0.7  | 服部茂史   | 55        | （サンエイゴールド）   | 458         |
| 0000.10.20 | 東京   | 富士S                    | GIII     | 芝1600m（良） | 18    | 8     | 16    | 037.80（9人）   | 11着 | R1:32.7（33.5）     | -1.0  | 内田博幸   | 54        | ロジクライ             | 456         |
| 0000.11.25 | 東京   | ジャパンC                | GI       | 芝2400m（良） | 14    | 2     | 2     | 341.2（14人）   | 07着 | R2:22.2（34.9）     | -1.6  | 服部茂史   | 55        | アーモンドアイ         | 460         |
| 2019.02.24 | 中山   | 中山記念                 | GII      | 芝1800m（良） | 11    | 7     | 8     | 085.80（8人）   | 08着 | R1:46.4（33.9）     | -0.9  | F.ミナリク | 55        | ウインブライト         | 464         |
| 0000.03.23 | 中山   | 日経賞                   | GII      | 芝2500m（稍） | 12    | 7     | 10    | 093.7（10人）   | 04着 | R2:34.8（35.5）     | -0.6  | 服部茂史   | 55        | メイショウテッコン     | 458         |
| 0000.05.26 | 沙田   | チャンピオンズ&チャターC | G1       | 芝2400m（稍） | 9     | 9     | 7     | 039.00（6人）   | 08着 | R2:28.76（-）       | -2.76 | 服部茂史   | 57        | Exultant               | 457         |
| 0000.08.03 | 札幌   | 札幌日経OP               | L        | 芝2600m（良） | 10    | 4     | 4     | 010.70（8人）   | 02着 | R2:40.7（35.2）     | -0.0  | 服部茂史   | 56        | カフジプリンス         | 456         |
| 0000.09.12 | 門別   | 旭岳賞                   | H2       | ダ2000m（稍） | 8     | 8     | 8     | 004.10（2人）   | 06着 | R2:08.9（41.5）     | -3.0  | 服部茂史   | 57        | スーパーステション     | 464         |
| 0000.10.06 | 東京   | 毎日王冠                 | GII      | 芝1800m（良） | 10    | 7     | 8     | 173.8（10人）   | 08着 | R1:45.5（34.7）     | -1.1  | 服部茂史   | 56        | ダノンキングリー       | 456         |
| 0000.11.03 | 東京   | アルゼンチン共和国杯     | GII      | 芝2500m（良） | 13    | 3     | 3     | 019.50（8人）   | 09着 | R2:32.3（34.3）     | -0.8  | 池添謙一   | 55        | ムイトオブリガード     | 462         |
| 0000.11.30 | 阪神   | チャレンジC              | GIII     | 芝2000m（良） | 12    | 6     | 8     | 054.4（11人）   | 04着 | R1:59.3（33.8）     | -0.2  | 武豊       | 56        | ロードマイウェイ       | 458         |
| 2020.01.05 | 京都   | 京都金杯                 | GIII     | 芝1600m（良） | 18    | 6     | 11    | 032.4（10人）   | 18着 | R1:36.2（36.3）     | -2.2  | 吉田隼人   | 55        | サウンドキアラ         | 466         |
| 0000.05.03 | 京都   | 天皇賞（春）             | GI       | 芝3200m（良） | 14    | 8     | 13    | 257.5（14人）   | 13着 | R3:24.7（42.2）     | -8.2  | 和田竜二   | 58        | フィエールマン         | 460         |
| 2021.02.14 | 阪神   | 京都記念                 | GII      | 芝2200m（良） | 11    | 1     | 1     | 206.9（11人）   | 11着 | R2:15.3（39.8）     | -4.9  | 北村友一   | 56        | ラヴズオンリーユー     | 472         |
| 0000.04.04 | 阪神   | 大阪杯                   | GI       | 芝2000m（重） | 13    | 7     | 11    | 283.0（13人）   | 13着 | R2:11.9（45.6）     | 10.3  | 団野大成   | 57        | レイパパレ             | 466         |
| 0000.05.10 | 水沢   | 皐月特別                 | A        | ダ1600m（良） | 12    | 7     | 10    | 001.30（1人）   | 03着 | R1:44.2（39.8）     | -0.7  | 山本聡哉   | 56        | リリーモントルー       | 472         |
| 0000.07.05 | 盛岡   | かきつばた賞             | OP       | 芝1700m（稍） | 11    | 3     | 3     | 001.40（1人）   | 11着 | R1:47.9（40.3）     | -4.0  | 阿部英俊   | 56        | ロワアブソリュー       | 470         |

- 香港チャンピオンズ&チャターカップ2019での諸データはJBISサーチ、ホッカイドウ競馬公式[11]、香港ジョッキークラブ公式[12]による。

## エピソード

### 道営の坂路
コスモバルクは、認定厩舎制度を利用して主にビッグレッドファームの自前のトレーニング施設で鍛えたが、ハッピーグリンは外厩も調整は行っておらず2012年にオープンした道営の屋内坂路で鍛えており、冬期間も移籍せずここから中央に挑戦する初めての馬となった。これは馬主の会田が当時中央の資格を持っておらず、「道営の坂路なら中央に負けない馬作りが出来る」と考えたためである。

### 道営の同世代
アーモンドアイ、ステルヴィオ、ブラストワンピースなどが2015年生まれ世代が2018年の古馬GIを制覇したが、ホッカイドウ競馬でも、本馬と同じ2017年デビューのヤマノファイトは羽田盃（SI）などを制し1億円以上稼ぎ、南関東トップの賞金を獲得。北斗盃を制覇したサザンヴィグラスも中央に移籍し、3勝クラスで2度3着以内に入っている。JRAのオープン競走であるすずらん賞を勝ち、福島2歳ステークスで2着のリュウノユキナや、コスモス賞2着で後にフローラルカップを制したミスマンマミーアも、それぞれ中央移籍後4勝を挙げオープンクラスに昇級（ミスマンマミーアはGI挑戦やオープン特別勝利を果たした）している。
またダブルシャープはJRAのオープン競走、クローバー賞を勝ち、その後の札幌2歳ステークス3着となり2017年のNARグランプリ最優秀ターフ馬を受賞。後に中央に移籍して2歳GIやクラシックにも参戦した。

## 血統表
| ハッピーグリンの血統        | ハッピーグリンの血統                                | ハッピーグリンの血統                                | （血統表の出典）                                    | （血統表の出典） |
| 父系                        | サドラーズウェルズ系                                | サドラーズウェルズ系                                | サドラーズウェルズ系                                | [ § 2 ]          |
| 父 ローエングリン 1999 栗毛 | 父の父Singspiel 1992 鹿毛                           | In the Wings                                        | Sadler's Wells                                      | Sadler's Wells   |
| 父 ローエングリン 1999 栗毛 | 父の父Singspiel 1992 鹿毛                           | In the Wings                                        | High Hawk                                           |                  |
| 父 ローエングリン 1999 栗毛 | 父の父Singspiel 1992 鹿毛                           | Glorious Song                                       | Halo                                                | Halo             |
| 父 ローエングリン 1999 栗毛 | 父の父Singspiel 1992 鹿毛                           | Glorious Song                                       | Ballade                                             |                  |
| 父 ローエングリン 1999 栗毛 | 父の母*カーリング Carling 1992 黒鹿毛               | Garde Royale                                        | Mill Reef                                           | Mill Reef        |
| 父 ローエングリン 1999 栗毛 | 父の母*カーリング Carling 1992 黒鹿毛               | Garde Royale                                        | Royal Way                                           |                  |
| 父 ローエングリン 1999 栗毛 | 父の母*カーリング Carling 1992 黒鹿毛               | Corraleja                                           | Carvin                                              | Carvin           |
| 父 ローエングリン 1999 栗毛 | 父の母*カーリング Carling 1992 黒鹿毛               | Corraleja                                           | Darling Dale                                        |                  |
| 母 レディセラヴィ 2004 栗毛 | 母の父アグネスタキオン 1998 栗毛                    | *サンデーサイレンス                                 | Halo                                                | Halo             |
| 母 レディセラヴィ 2004 栗毛 | 母の父アグネスタキオン 1998 栗毛                    | *サンデーサイレンス                                 | Wishing Well                                        |                  |
| 母 レディセラヴィ 2004 栗毛 | 母の父アグネスタキオン 1998 栗毛                    | アグネスフローラ                                    | *ロイヤルスキー                                     | *ロイヤルスキー  |
| 母 レディセラヴィ 2004 栗毛 | 母の父アグネスタキオン 1998 栗毛                    | アグネスフローラ                                    | アグネスレディー                                    |                  |
| 母 レディセラヴィ 2004 栗毛 | 母の母レディセラフィム 1999 鹿毛                    | *ブライアンズタイム                                 | Roberto                                             | Roberto          |
| 母 レディセラヴィ 2004 栗毛 | 母の母レディセラフィム 1999 鹿毛                    | *ブライアンズタイム                                 | Kelley's Day                                        |                  |
| 母 レディセラヴィ 2004 栗毛 | 母の母レディセラフィム 1999 鹿毛                    | *メイプルジンスキー                                 | Nijinsky                                            | Nijinsky         |
| 母 レディセラヴィ 2004 栗毛 | 母の母レディセラフィム 1999 鹿毛                    | *メイプルジンスキー                                 | Gold Beauty                                         |                  |
| 母系(F-No.)                 | メイプルジンスキー系(FN:1-g)                        | メイプルジンスキー系(FN:1-g)                        | メイプルジンスキー系(FN:1-g)                        | [ § 3 ]          |
| 5代内の近親交配             | Halo 4×4、Hail to Reason 5×5･5、Northern Dancer 5×5 | Halo 4×4、Hail to Reason 5×5･5、Northern Dancer 5×5 | Halo 4×4、Hail to Reason 5×5･5、Northern Dancer 5×5 | [ § 4 ]          |
| 出典                        | 1. 2. 3. 4.                                         | 1. 2. 3. 4.                                         | 1. 2. 3. 4.                                         | 1. 2. 3. 4.      |

- メイプルジンスキーの仔に1993年にニューヨーク牝馬三冠 （トリプルティアラ） を制したスカイビューティがいる。
- 同じくメイプルジンスキーの子孫にバーディバーディ（兵庫チャンピオンシップ、ユニコーンステークス）、アドマイヤデイトナ（UAEダービー）。